# Leccionario 11
El Leccionario 11, designado por la sigla ℓ 11 (en la numeración Gregory-Aland), es un manuscrito griego del Nuevo Testamento. Paleográficamente ha sido asignado al siglo XIII.

## Descripción
El códice contiene enseñanzas del Evangelio, en 142 hojas de pergamino (30 cm por 23 cm). El texto está escrito en letra griega minúscula, en dos columnas por página, 22 líneas por página. Contiene notas musicales.

## Historia
El manuscrito fue escrito perteneció a Colbert. El manuscrito se citan esporádicamente las ediciones del Nuevo Testamento griego (UBS3). Actualmente, el códice se encuentra en la Biblioteca nacional de Francia, en París, Francia.